# Sint-Annakerk (Olomouc)
De Sint-Annakerk (Tsjechisch: Kostel svaté Anny) is een kerkje aan het Wenceslausplein in de Tsjechische stad Olomouc. De kerk, vaak ook kapel genoemd, staat dicht bij de noordwesthoek van de Sint-Wenceslauskathedraal. In de 13e eeuw werd de kerk gebouwd in gotische stijl. In 1617 werd de Sint-Annakerk herbouwd in maniëristische stijl. De kerk is gewijd aan de heilige Anna.